# Brachyrhamdia
Brachyrhamdia — рід риб родини Гептаптерові ряду сомоподібних. Має 6 видів.

## Опис
Загальна довжина представників цього роду коливається від 4,3 до 7,6 см. Голова широка, трохи сплощена зверху, коротка. Очі невеличкі. Є 3 пари вусів, з яких найдовшою є пара, що тягнеться з нижньої щелепи. Тулуб кремезний. Спинний плавець переважно невеличкий. Жировий плавець низький, помірно подовжений. Грудні та черевні плавці невеличкі. Анальний плавець високий, з короткою основою. Хвостовий плавець довгий, з виїмкою.
Забарвлення кремове, сріблясте, сталевого відтінку. Через очі проходить темна смуга: у різних видів вона блідіша або чіткіша. також ця смуга має різну ширину.

## Спосіб життя
Біологія вивчена недостатньо. Є демерсальними рибами. Зустрічаються в невеликих річках і струмках. Тримаються невеличкими косяками. Вдень воліють відсиджуватися під корчами, корінням рослин. Живляться водними безхребетними, насамперед равликами, черевоногими молюсками.

## Розповсюдження
Поширені у басейні річок Мадейра, Амазонка, Ессекібо, Ріу-Негру, Оріноко і Маморе.

## Тримання в акваріумі
Підійде ємність від 100 літрів. На дно насипають дрібний пісок білого або жовтого кольору. Як укриття кладуть розлогі корчі. Рослини висаджують уздовж задньої стінки акваріума. Як рослини слід використовувати великі кущі ехінодорусів, які будуть рости у напівводному стані.
Є мирними рибами. Містять групою від 5-10 особин. Іншими сусідами можуть стати тетри, корідораси, діанеми, карнігіелли. У неволі годують живим замороженим харчем. З часом звикають до заміннику живого — фаршу з морепродуктів. З технічних засобів знадобиться внутрішній фільтр середньої потужності, компресор. Температура тримання повинна становити 22-26 °C.

## Види
- Brachyrhamdia heteropleura
- Brachyrhamdia imitator
- Brachyrhamdia marthae
- Brachyrhamdia meesi
- Brachyrhamdia rambarrani
- Brachyrhamdia thayeria